# Agostino Giustiniani
Agostino Giustiniani, al secolo Pantaleone Giustiniani (Genova, 1470 – Mare di Corsica, 1536), è stato un vescovo cattolico italiano.
È stato vescovo di Nebbio, nonché un illustre studioso e insegnante di lingue straniere e tra i più importanti geografi per la sua descrizione accurata della Liguria.

## Biografia

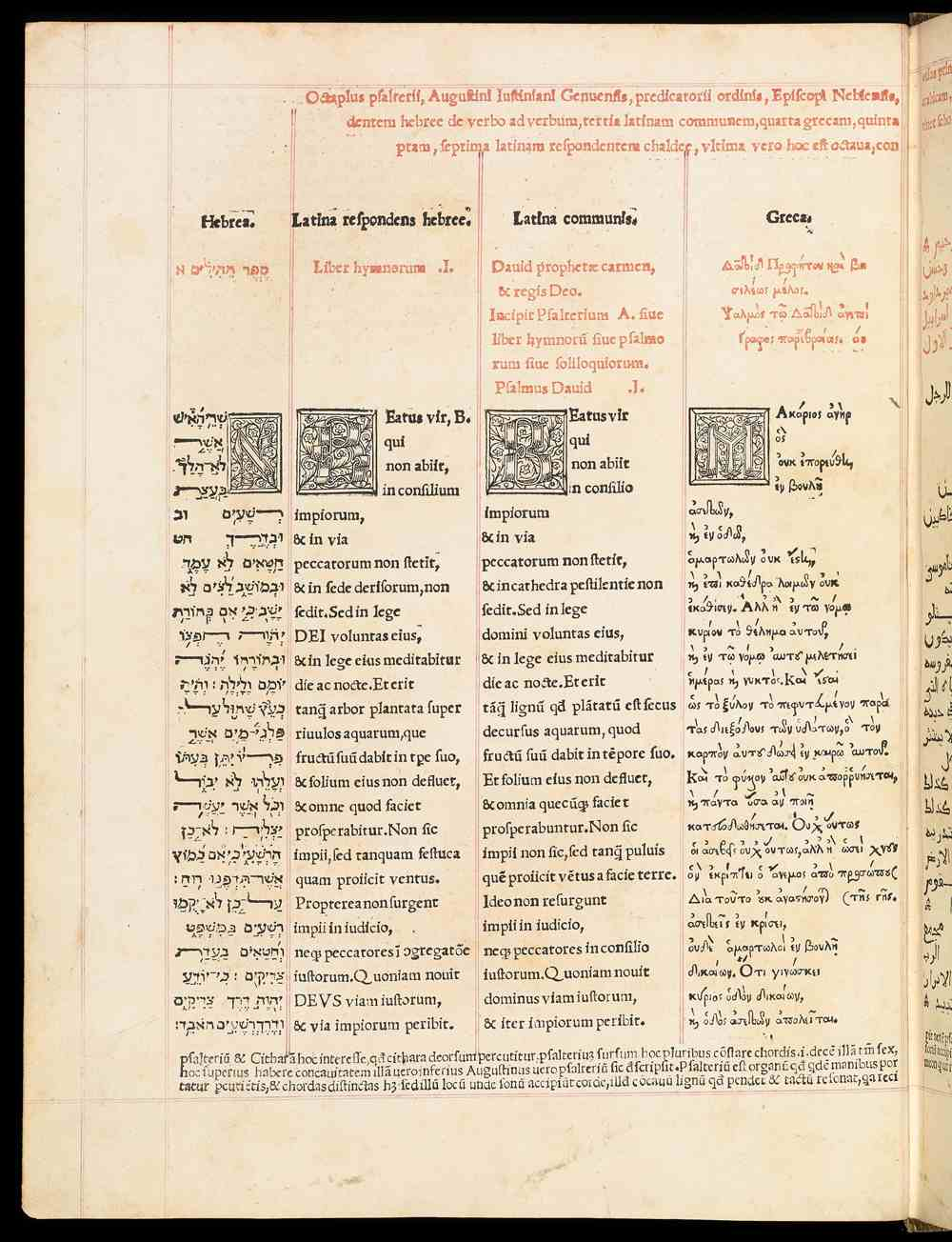
"Salterio" del Giustiniani edito nel 1516.

Pantaleone Giustiniani è nato a Genova nel 1470 e apparteneva ad una famiglia, i De Banca, ascritta all'albergo Giustiniani, conosciuta e stimata, molto legata alla Repubblica di Genova. Il padre era infatti stato ambasciatore a Milano nel 1475, mentre il nonno Andreolo Giustiniani era stato a suo tempo governatore di Chio.
Nel 1487 Pantaleone entrò nell'Ordine dei Domenicani cambiando il proprio nome in Agostino e scontrandosi con la famiglia che voleva per lui - unico figlio - un futuro più nobile in virtù delle alte cariche che avevano ricoperto i suoi antenati per la repubblica genovese.
Durante i suoi viaggi come insegnante in tanti conventi domenicani d'Europa approfondì gli studi letterari, specie della lingua greca, ebraica, aramaica e araba. Nei suoi viaggi gli capitò infine di soggiornare a Roma dove, grazie all'influenza di un suo parente, il cardinale Bandinelli, fu nominato vescovo di Nebbio, in Corsica, nel 1514. In tale anno cominciò a preparare un'edizione poliglotta della Bibbia nelle lingue da lui studiate.
Nelle vesti di vescovo partecipò al V concilio lateranense tra il 1516-1517, ma a seguito di alcuni contrasti dovette lasciare la sede vescovile di Nebbio e accettò la proposta di trasferirsi in Francia, alla corte del re Francesco I, dove ricevette la cattedra di lingua ebraica e araba all'Università di Parigi. Nei cinque anni che trascorse nella capitale francese viaggiò in altri paesi europei come l'Inghilterra e concepì il progetto di un'edizione poliglotta della Bibbia. In realtà Giustiniani riuscì a dare alla luce soltanto il testo del Salterio, stampato a sue spese nel 1516 a Genova, nell'abitazione di suo fratello Nicolò, dal tipografo Pietro Paolo Porro, chiamato per l'occasione apposta da Torino. Il Salterio, edito col titolo Psalterium Hebraeum, Graecum, Arabicum et Chaldaicum e dedicato al pontefice Leone X, presentava i Salmi in latino, greco, ebraico, aramaico e arabo. I Salmi costituirono in un certo senso il nucleo iniziale di una primitiva Bibbia poliglotta, ma l'opera voluta dal Giustiniani ebbe un successo molto limitato poiché destinata a letterati o studiosi e non certo a un vasto pubblico.
Dopo aver visitato i Paesi Bassi ritornò nuovamente a Nebbio nel 1521-1522 dove compì opere di carità verso gli abitanti della sua diocesi, destinando alla comunità religiosa parte delle sue entrate. Tra le opere architettoniche che compì nel paese còrso vi fu l'erezione d'un nuovo palazzo episcopale e l'ampliamento della locale cattedrale.
Tra il 1526 e il 1530 scrisse un'accurata descrizione della Corsica dal titolo Dialogo nominato Corsica. Nel 1536 durante un viaggio per mare tra l'isola di Capraia e la Corsica la nave subì un naufragio nel quale Agostino morì.
La sua passione per la letteratura straniera gli permise di collezionare una vasta raccolta bibliografica, una sorta di biblioteca personale, che per testamento sarebbe stata donata dopo la morte alla Repubblica di Genova. Nel 1537 furono pubblicati, postumi, i celebri Castigatissimi Annali di Genova.
Una copia della Bibbia poliglotta è ancora oggi conservata tra le antiche Bibbie ebraiche della Biblioteca civica Berio di Genova; il prezioso libro fu trafugato da Napoleone Bonaparte durante l'invasione francese in Liguria e solo nel 1848 un appartenente della famiglia Brignole Sale la riportò a Genova.